# Elison Makolli
Elison Makolli, né le 10 janvier 2005 à Malmö en Suède, est un footballeur suédois qui évolue au poste de défenseur central à Aalborg BK.

## Biographie

### En club
Né à Malmö en Suède, Elison Makolli commence le football au LB07 avant d'être formé par le Malmö FF, qu'il rejoint en 2016. Il progresse dans les différentes équipes de jeunes du club, étant considéré comme l'un des éléments les plus prometteurs de Malmö et au cours de l'année 2022 il commence à s'entraîner avec l'équipe première. Cette même année il remporte le championnat de Suède avec l'équipe des moins de 17 ans du club.
Makolli signe son premier contrat professionnel le 4 avril 2023 avec le Malmö FF.
Il joue son premier match en professionnel le 1er juillet 2023, à l'occasion d'une rencontre d'Allsvenskan contre l'IK Sirius. Il entre en jeu, et son équipe s'impose par trois buts à zéro,.
Il est sacré champion de Suède en 2023,.
En participant à la saison 2024 il est sacré champion de Suède pour la deuxième fois avec Malmö.

### En sélection
Elison Makolli est retenu avec l'équipe de Suède des moins de 17 ans pour participer au championnat d'Europe des moins de 17 ans en 2022. Son équipe est éliminée en terminant troisième de son groupe malgré deux victoires, dont celle face à l'Écosse lors du dernier match (1-0).

## Palmarès
Malmö FF
- Championnat de Suède
  - Champion : 2023 et 2024